# Above the Weeping World
| Оценки критиков    | Оценки критиков |
| Источник           | Оценка          |
| ------------------ | --------------- |
| About.com          | [ 1 ]           |
| Allmusic           | [ 2 ]           |
| CoC                | [ 3 ]           |
| Kerrang!           | [ 4 ]           |
| Metal Hammer       | [ 5 ]           |
| Sea of Tranquility | [ 6 ]           |
| Sputnikmusic       | [ 7 ]           |
| Ultimate Guitar    | 9.4/10          |

Above the Weeping World (с англ. — «Над плачущим миром») — третий студийный альбом финской мелодик-дэт-метал группы Insomnium. Он был выпущен 9 августа 2006 года в Европе и 17 октября 2006 года в других странах на лейбле Candlelight Records. На песню «Mortal Share» был снят видеоклип.
В течение первой недели альбом занял 9-е место в национальном хит-параде Финляндии.
На лирику альбома повлияли (а иногда и были заимствованы) такие классические поэты, как Фридрих Гёльдерлин, Эдгар Аллан По и финский классик Эйно Лейно. Последний трек альбома «In the Groves of Death» длится около десяти минут, и его основная тема во многом вдохновлена стихотворением Лейно «Темнота», заключительным стихотворением его саги «Адские песни». Все стихотворение английского поэта Фрэнсиса Уильяма Бурдийона «У ночи есть тысяча глаз» используется в качестве припева в третьем треке альбома «Drawn to Black». Above the Weeping World получил отличные отзывы как в Финляндии (например, журнал SUE 10/10)), так и за рубежом (например, Kerrang! 5/5). Альбом дебютировал в национальном хит-параде Финляндии на 9-м месте, что является выдающимся достижением для мелодик дэт-метал группы. В это же время Insomnium отправились в свой первый полноценный европейский тур, отыграв 36 концертов за шесть недель (с 5 сентября по 15 октября) в 15 странах.

## Список композиций
| №                   | Название                 | Текст песни                     | Музыка                     | Длительность |
| ------------------- | ------------------------ | ------------------------------- | -------------------------- | ------------ |
| 1.                  | «The Gale»               | Вилле Фриман                    | Фриман                     | 2:41         |
| 2.                  | «Mortal Share»           | Нийло Севянен                   | Фриман                     | 4:00         |
| 3.                  | «Drawn to Black»         | Севянен Фрэнсис Уильям Бурдийон | Фриман Севянен Вилле Вянни | 6:00         |
| 4.                  | «Change of Heart»        | Фриман                          | Фриман Севянен             | 4:31         |
| 5.                  | «At the Gates of Sleep»  | Севянен                         | Севянен                    | 7:05         |
| 6.                  | «The Killjoy»            | Севянен                         | Фриман                     | 5:23         |
| 7.                  | «Last Statement»         | Севянен                         | Севянен                    | 7:32         |
| 8.                  | «Devoid of Caring»       | Вянни                           | Фриман                     | 5:40         |
| 9.                  | «In the Groves of Death» | Севянен                         | Фриман Севянен Вянни       | 10:08        |
| Общая длительность: | Общая длительность:      | Общая длительность:             | Общая длительность:        | 53:00        |

| №   | Название                                             | Длительность |
| --- | ---------------------------------------------------- | ------------ |
| 10. | «Vicious Circle Complete» (демо) (взято из Demo '99) | 5:12         |
| 11. | «Unmourned» (демо) (взято из Demo '99)               | 4:49         |
| 12. | «Numen Divinum» (демо) (взято из Demo '99)           | 5:30         |

## Участники записи
| Insomnium - Нийло Севянен − гроулинг, бас-гитара - Вилле Фриман − гитара - Вилле Вянни − гитара - Маркус Хирвонен − ударные Дополнительные музыканты - Алекси Мунтер − аранжировки клавишных; партии клавишных написаны Алекси Мунтером, Вилле Фриманом и Нийло Севяненом - Антти Хаапанен — дополнительный вокал в треках 6 и 9 | Производство - Insomnium — продюсер, аранжировки - Саму Ойттинен — звукоинженер и микширование (7 апреля — 14 мая 2006) - Вилле Каисла и Юсси Сяркилахти — фотографии - Вилле Каисла — обложка альбома |

## Чарты
| Чарт (2009)                              | Высшая позиция |
| ---------------------------------------- | -------------- |
| Finnish Albums (Suomen virallinen lista) | 9              |